# Dalvíkurbyggð

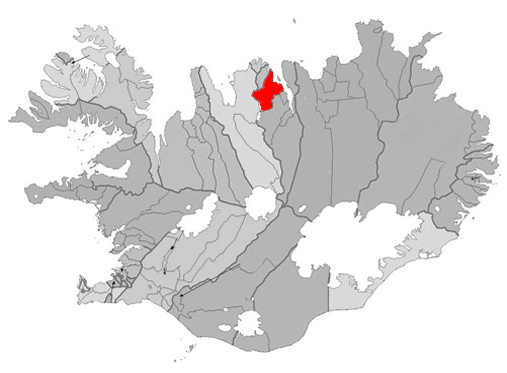

Dalvíkurbyggð är en kommun i regionen Norðurland eystra på Island. Folkmängden är 1 905 (2019).

## Vänorter
Dalvíkurbyggð är vänort med:
- Hamar, Norge
- Ittoqqortoormiit, Grönland
- Lund, Sverige
- Borgå, Finland
- Viborg, Danmark

## Bilder

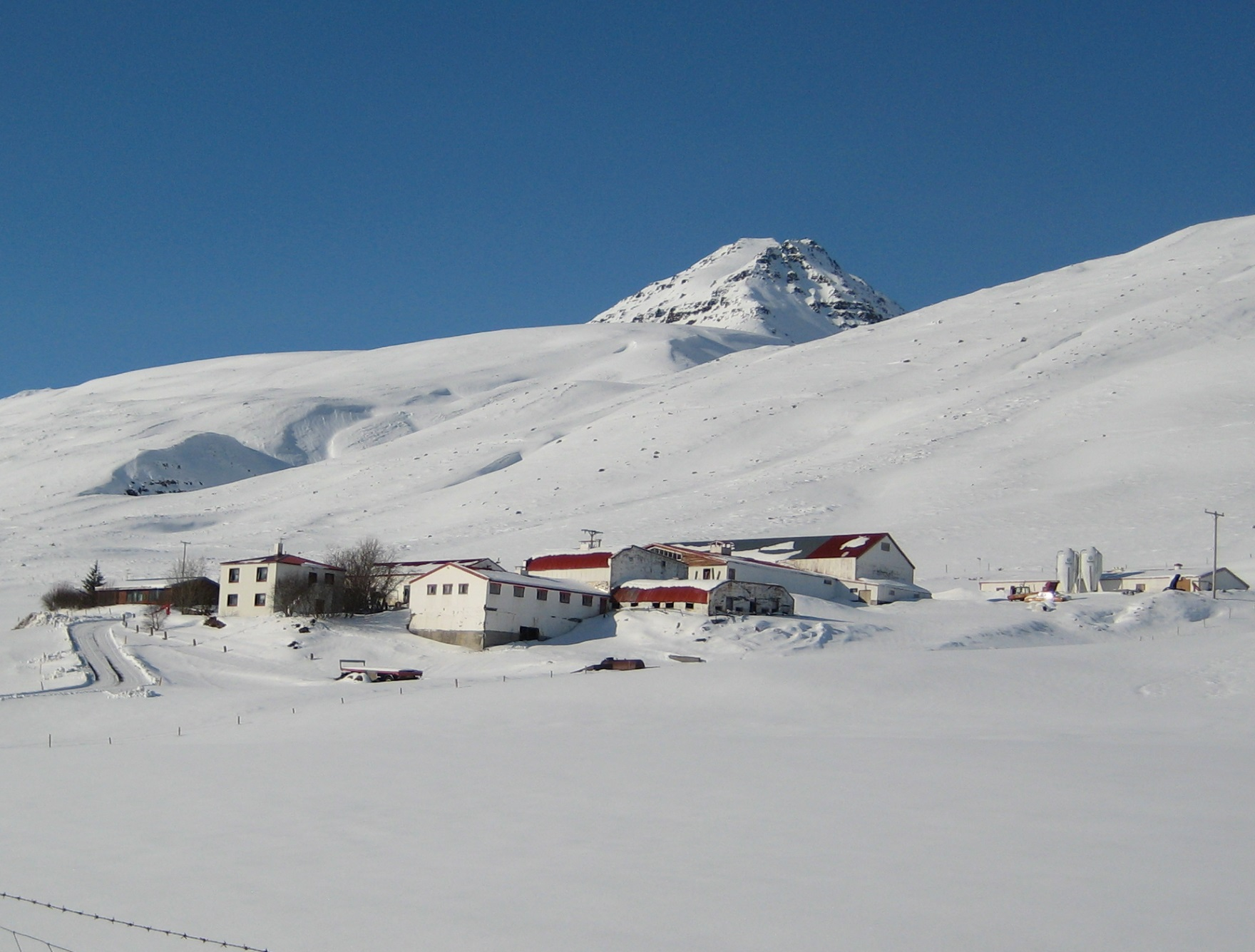
Svarfaðardalur
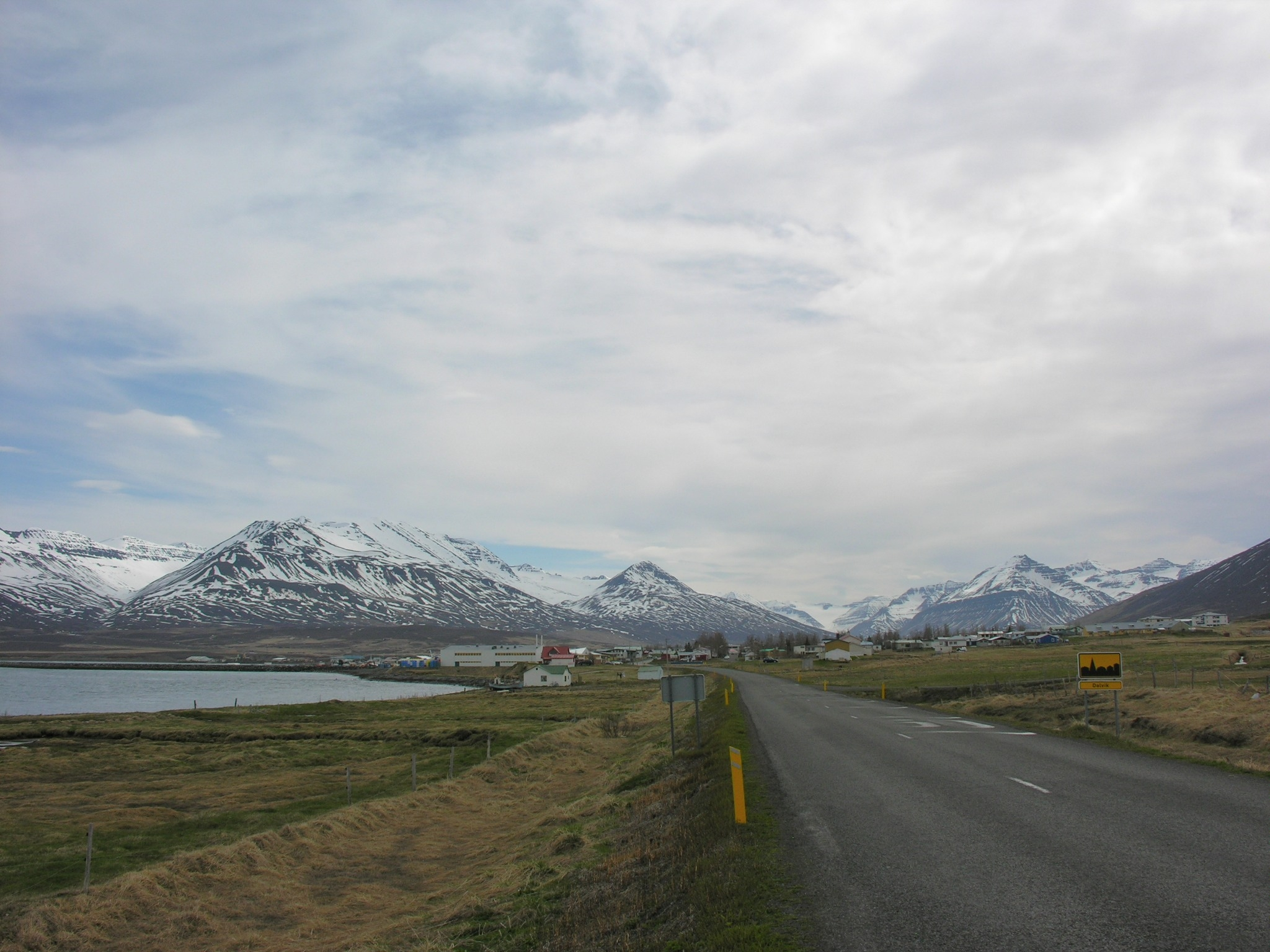
Dalvík
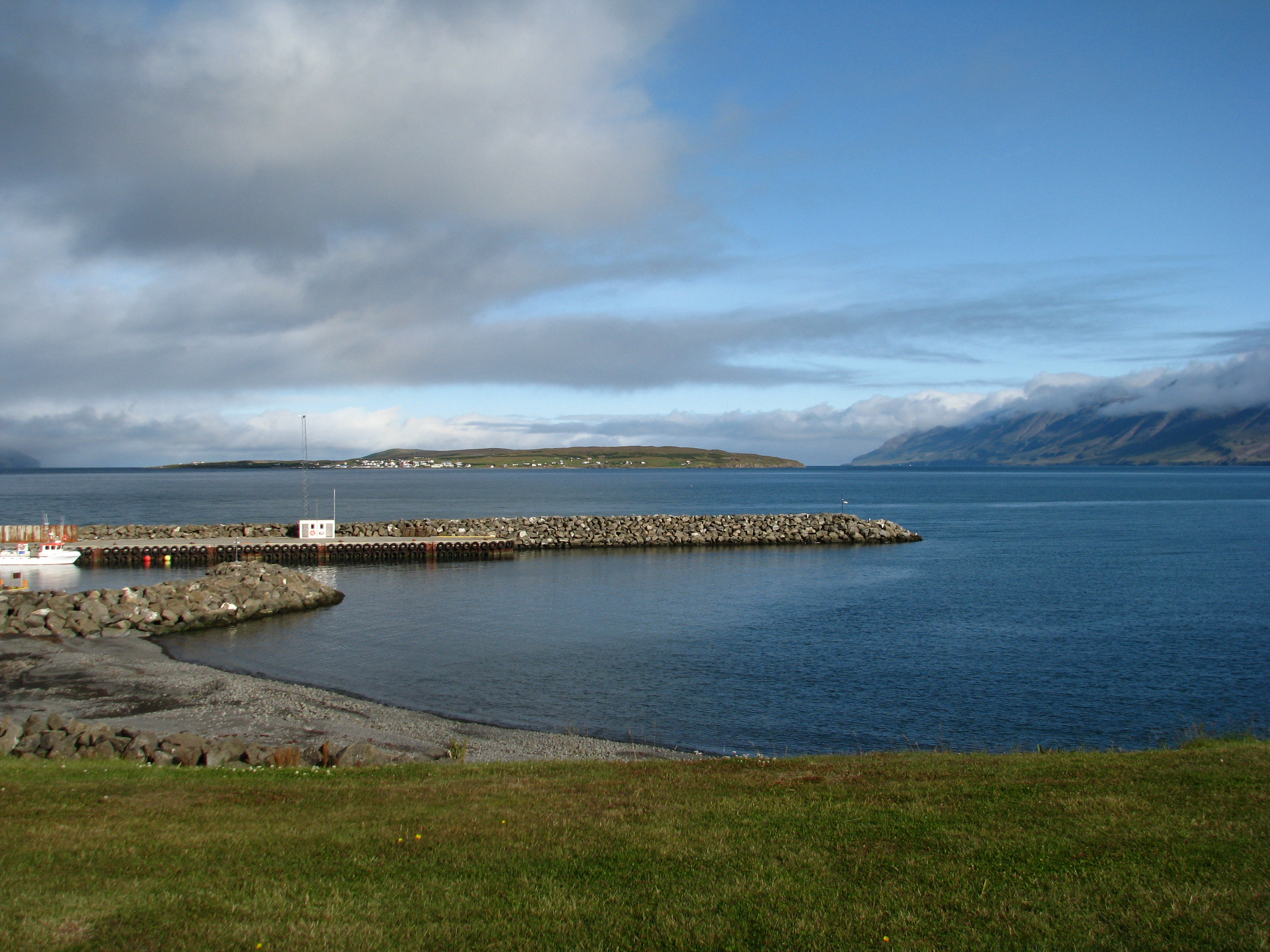
Árskógssandar